# 阿仁合町
阿仁合町（あにあいまち）は、かつて秋田県にあった町。現在の北秋田市南西部にあたる。

## 歴史
- 1889年（明治22年）4月1日 - 町村制施行により北秋田郡阿仁銀山町、小様村、小淵村、水無村、吉田村と一ノ又鉱山、二ノ又鉱山、三枚鉱山、小沢鉱山、萱草鉱山が合併し、阿仁銅山村（あにどうざんむら）が発足。
- 1896年（明治29年） - 北秋田郡荒瀬村の一部を編入。
- 1897年（明治30年）1月21日 - 町制施行し名称を阿仁合町に改称。
- 1937年（昭和12年）4月1日 - 荒瀬村の一部を編入。
- 1955年（昭和30年）4月1日 - 北秋田郡大阿仁村と合併し阿仁町を設置して消滅。

## 著名出身者
- 佐藤行通 (社会運動家)
- 三浦久 (政治家)